# Monzambano (1888)
Monzambano – krążownik torpedowy typu Goito, zbudowany dla włoskiej Regia Marina pod koniec lat 80. XIX wieku. Okręt został zbudowany w stoczni Arsenale di La Spezia. Jego stępkę położono w sierpniu 1885 roku, a budowę zakończono w sierpniu 1889 roku. Okręt był uzbrojony w lekkie działa i pięć wyrzutni torped kal. 356 mm. Mógł osiągnąć prędkość maksymalną 18 węzłów. Służbę spędził w składzie głównej floty włoskiej wypełniając zadania szkoleniowe i nie biorąc udziału w walkach. Rok 1898 spędził patrolując wschodnią część Morza Śródziemnego w ramach Eskadry Lewantu. „Monzambano” został wycofany ze służby w 1901 roku i tego samego roku został zezłomowany. Jego nazwa pochodzi od miejscowości Monzambano.

## Projekt
„Monzambano” miał długość całkowitą 73,4 metra, szerokość 7,88 m oraz średnie zanurzenie 3,31 m, zaś wyporność 856 ton metrycznych (842 długich ton; 944 krótkich ton). Jego system napędowy składał się z trzech maszyn parowych podwójnego rozprężania, każdy napędzający pojedynczą śrubę napędową. Parę zapewniały cztery kotły opalane węglem. Dokładne dane dotyczące osiągów okrętu nie przetrwały, ale jednostki typu Goito mogły płynąć z prędkością około 18 węzłów przy mocy 2500 – 3180 ihp. „Monzambano” miał zasięg 1100 mil morskich przy prędkości 10 węzłów. Liczebność załogi wahała się pomiędzy 105 a 121 osób.
Główne uzbrojenie krążownika stanowiło pięć wyrzutni torped kalibru 356 mm. Był także wyposażony w sześć dział kal. 57 mm L/40 na pojedynczych podstawach. Okręt był chroniony przez pokład pancerny o grubości 38 mm.

## Służba
Stępkę „Monzambano” położono w stoczni Arsenale di La Spezia 25 sierpnia 1885, był pierwszym okrętem tego typu, którego budowę rozpoczęto. Został zwodowany 14 marca 1888, prace wyposażeniowe zakończono 11 sierpnia 1889. W 1893 „Monzambano” został odstawiony do rezerwy na rok, wraz z innymi krążownikami torpedowymi typu Partenope, siostrzanym „Goito” oraz „Pietro Micca”. W tym czasie flota włoska utrzymywała w aktywnej służbie jedynie część jednostek na coroczne ćwiczenia morskie, preferując trzymanie większości nowoczesnych jednostek w rezerwie, by redukować koszty. W tym roku „Monzambano” został przywrócony do aktywnej służby by odbyć manewry wraz z główną flotą w lipcu. Wchodził w skład 1 Dywizjonu, wraz z okrętami pancernymi „Lepanto”, „Ruggiero di Lauria”, krążownikiem torpedowym „Euridice” i czterema torpedowcami.  Służył w eskadrze atakujących sił podczas zestawu ćwiczeń mających na celu symulowanie francuskiego ataku na Neapol.
W 1895 „Monzambano” był przydzielony do 2 Departamentu Morskiego, obejmującego Tarent i Neapol. Do tej samej jednostki była przydzielona większość włoskich krążowników torpedowych – w tym siostrzane „Goito”, „Montebello” i „Confienza” oraz osiem jednostek typu Partenope i „Tripoli”. W 1898 „Monzambano” został przydzielony do Eskadry Lewantu, która patrolowała wschodnią część Morza Śródziemnego. Służył tam wraz z okrętem pancernym „Sardegna”, krążownikiem pancernopokładowym „Etruria”, krążownikami torpedowymi „Aretusa” i „Montebello”. Okręt został skreślony z listy jednostek floty 26 sierpnia 1901 i zezłomowany.